# Julija Olegowna Samoilowa

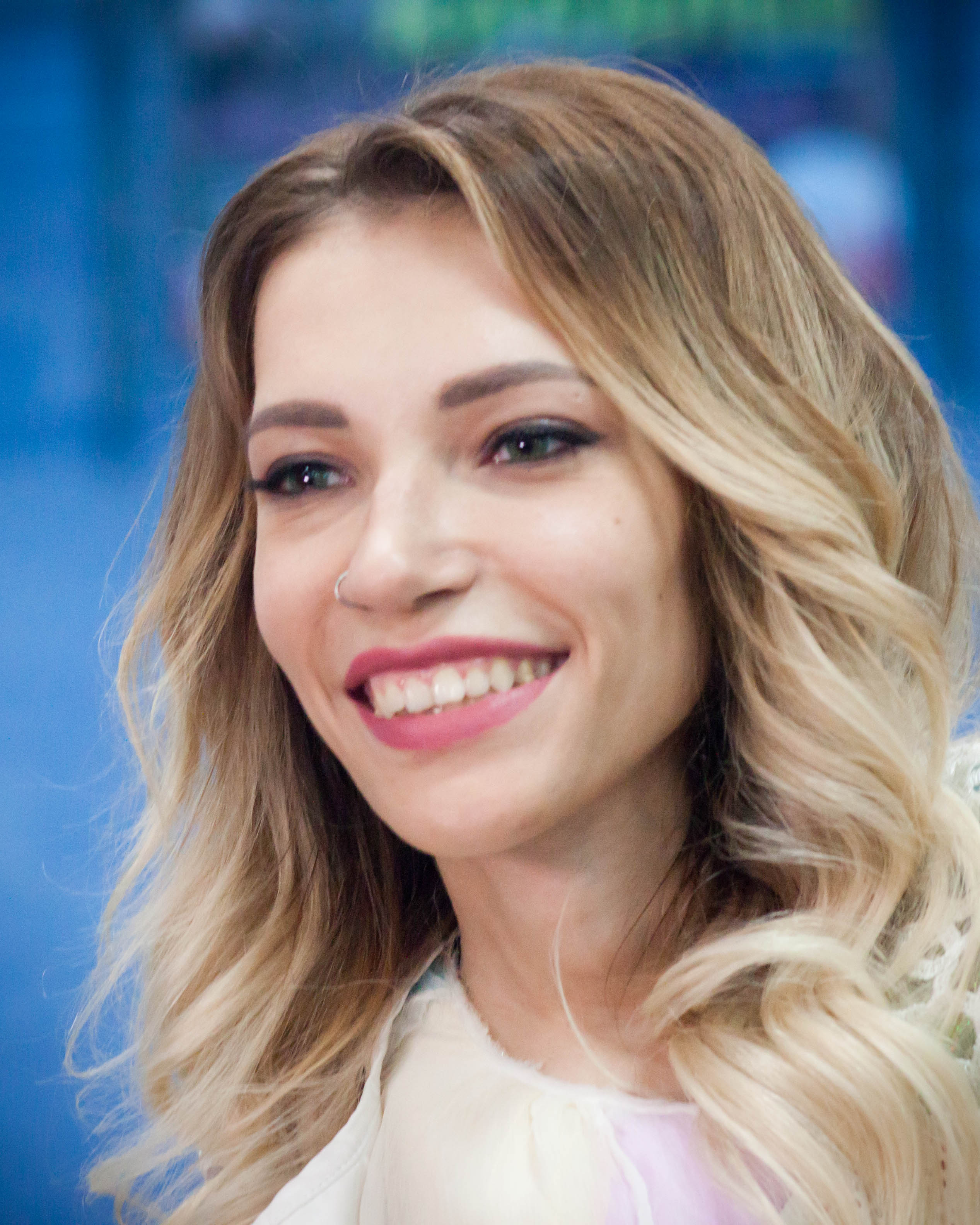
Julija Samoilowa (2018)

Julija Olegowna Samoilowa (russisch Юлия Олеговна Самойлова; * 7. April 1989 in Uchta) ist eine russische Sängerin.

## Leben
Samoilowa erkrankte als kleines Kind laut eigener Aussage nach einer missglückten Impfung gegen Kinderlähmung an einer spinalen Muskelatrophie (Werdnig-Hoffmann-Syndrom), die jedoch genetisch bedingt und nicht Impffolge ist, sodass sie seitdem auf den Rollstuhl angewiesen ist.

## Karriere
Samoilowa nahm 2013 an Faktor A, der russischen Version von The X Factor, teil und erreichte Platz zwei. Auch die Eröffnungszeremonie der Olympischen Winterspiele 2014 in Sotschi wurde von ihr gesanglich begleitet.

### Eurovision Song Contest
Am 12. März 2017 wurde sie intern ausgewählt, Russland beim Eurovision Song Contest 2017 in Kiew mit dem Lied Flame Is Burning zu vertreten.
Im Vorjahr hatte die Krimtatarin Jamala mit dem Lied 1944 über die Vertreibung der Krimtataren durch die Sowjetunion für die Ukraine den Eurovision Song Contest gewonnen; Russland hatte daraufhin eine Verschwörung gewittert, da das Publikum den Russen Sergei Lasarew zwar auf Platz eins gewählt hatte, die Jurys aber nur auf Platz fünf, was für ein politisches Statement nach der völkerrechtswidrigen Annexion der Krim durch Russland gehalten wurde.
Kurze Zeit später wurde bekannt, dass Samoilowa sich 2015 auf der Krim aufgehalten hatte. Da die Ukraine die Krim trotz der russischen Annexion weiterhin als Teil ihres Staatsgebietes betrachtet, ist es laut ukrainischem Recht verboten, anders als über ukrainischen Boden auf die Krim zu reisen, weshalb die Einreise von Russland aus als illegal gilt. Der Bruch dieses Gesetzes wird üblicherweise mit einem dreijährigen Einreiseverbot bestraft, welches für Samoilowa am 22. März 2017 ausgesprochen wurde. Das russische Außenministerium bezeichnete die Entscheidung als „zynisch und unmenschlich“. Die EBU versuchte eine Lösung zwischen der Ukraine und Russland zu vermitteln, aber am 13. April gab Russland bekannt, die Teilnahme wegen des Einreiseverbotes zurückzuziehen, da sich die Ukraine weigerte, eine Ausnahme zu machen.
Zuvor war allerdings bereits bekanntgegeben worden, dass Samoilowa Russland beim Eurovision Song Contest 2018 vertreten soll, falls sie 2017 nicht teilnehmen darf. Mit dem Titel I Won’t Break trat sie im zweiten Halbfinale an, hier verpasste sie jedoch den Einzug ins Finale.

## Diskografie
Singles
- 2017: Flame Is Burning
- 2017: Yad
- 2018: I Won’t Break